# سیارک ۵۶۵۱
سیارک ۵۶۵۱ (به انگلیسی: 5651 Traversa، نامگذاری:1991CA2) پنج هزار و ششصد و پنجاه و یکمین سیارک کشف شده‌است که در ۱۴ فوریه ۱۹۹۱ کشف شد.
قدر مطلق سیارک برابر ۱۱٫۷۰ است.